# Atractus clarki
Atractus clarki este o specie de șerpi din genul Atractus, familia Colubridae, descrisă de Stephen Troyte Dunn și Bailey 1939. Conform Catalogue of Life specia Atractus clarki nu are subspecii cunoscute.